# Banjarsari (Selorejo)
Banjarsari is een bestuurslaag in het regentschap Blitar van de provincie Oost-Java, Indonesië. Banjarsari telt 3368 inwoners (volkstelling 2010).